# Делфина Рајић
Делфина Рајић (Чачак, 1961) српска је историчарка уметности. Историју уметности је завршила на Филозофском факултету у Београду. У Музеју ради од 1985. године, а звање музејског саветника добила је 2003. године.

## Биографија
Делфина Рајић је рођена у Чачку 1961. године. По професији Делфина је историчарка уметности и бави се истраживањима цркава и манастира у чачанском крају, са посебним освртом на иконопис. Публиковала је, до сада, седам књига, више од 50 каталога, 30 научних судија, чланака и расправа. У свом досадашњем раду реализовала је три сталне музејске поставке. Већ дуги низ година реализује годишњу изложбу под називом Дечији мајски салон. Организовала је и осам тематских изложби. Отворила је више десетина изложби, написала уводне критике и напомене за бројне каталоге.
Држала је предавања и учествовала на представљању књига у Народном музеју у Београду, Библиотеци града Београда, Народној библиотеци Србије, Дому културе у Чачку, завичајним музејима у Шапцу, Горњем Милановцу, Краљеву, Крушевцу, Чачку, Вршцу, Аранђеловцу, Ваљеву, Ужицу, Истраживачком центру у Пријевору, Гучи, Ивањици, Лучанима Прањанима иЗаблаћу. Дугогодишњи је члан редакције Зборника радова Народног музеја, а уредник је постала 2005. године. Исте године постала је уредник свих и посебних издања Народног музеја у Чачку. Учестовала је и сарађивала у часописима попут Зборника радова Народног музеја, Арт 032 из Чачка, Српске органске студије и др.
Године 2005. изабрана је за директора Народног музеја у Чачку. За тринаест година њеног рада у Народном музеју у Чачку организовано је више од 200 изложби, објављено је тринаест зборника, више од 45 каталога и дванаест монографија. Реконструисане су стална поставка Народног музеја у Чачку у конаку господара Јована Обреновића, где су уједно извршени и заштитни радови и Галерија Народног музеја у Чачку у згради Старог начелства. Извршено је темељно опремање свих одељења са компјутерима, опремом за рад и чување музејских предмета. Поред редовне активности Музеј се активно укључио у прославу 600 година од првог помена Чачка објављивањем публикације Културна ризница Чачка – од праисторије до савременог доба, две године за редом 2006. и 2007. године. Током њеног рада Музеј је био и организатор манифестације Летњи дани културе у Чачку. Под њеним руководством Народни музеј Чачак је добитник Награде Министарства културе и информисања за допринос унапређењу процеса дигитализације културног наслеђа.
Као представник града Чачка 2010. године је учествовала у писању Стратегије и Плана развоја Регионалне агенције за просторни и економски развој Рашког и Моравичког округа, група за културу, спорт, историју и туризам. Активно је учествовала у организацији и обележавању јубилеја у граду Чачку: Боја на Чачку (1814 - 2015) и два века од Хаџи Проданове буне (1814—2014).

## Награде и признања
- Награда Општине Чачак са Милошем Тимотијевићем (2004)
- Награда Михаило Валтровић Музејског друштва Србије, са Милошем Тимотијевићем (2004)
- Награда Даница Марковић Градске библиотеке Владислав Петковић Дис у Чачку, са Милошем Тимотијевићем за књигу године 2004. и 2012. године.
- Награда Националног комитета ICOM-а за Србију, са Милошем Тимотијевићем 2008. и 2012. године.
- Награда Ступље на Међународном сајму књига у Бања Луци са Милошем Тимотијевићем (2012)
- Награда Културно просветне заједнице Србије - Златне значке за 2013.
- Вукова награда (2016)
- Године 2017. одликована је Златном медаљом за заслуге у култури и музеологији, указом Председника Републике Србије.
- Удружење рудничана доделило јој је Златну плакету за немерљив допринос у очувању културно – историјског наслеђа Моравичког округа (2018)